# Le Wonder
Le Wonder est un collectif d'artistes et un lieu de production, d'exposition et d'expérimentation: lieu géré par et pour les artistes. Le collectif occupe depuis 2013 de larges complexes désaffectés en banlieue parisienne. Après les usines de piles Wonder à Saint-Ouen en Seine-Saint-Denis, la tour Liebert (en) à Bagnolet,  le Zenith au pied des tours de La Défense et des tours Nuages à Nanterre, et dans la ville de Clichy, le Wonder est installé à Bobigny depuis avril 2023.

## Le collectif Wonder
Le Wonder est un collectif d'artistes. Pour la plupart, ses membres ont suivi une formation en école d'art (ENSAD, Ensa Villa Arson,  ENSBAL, ENSBAP, ESBANM, EESAB...) mais le collectif compte aussi des autodidactes.
Le Wonder est aussi un artist-run space., c'est-à-dire un lieu de production, d'exposition et d'expérimentation façonné par des artistes à destination d'autres artistes. De nombreuses disciplines artistiques sont représentées dans le collectif dont les membres ont des pratiques largement transdisciplinaires : sculpture, peinture, installation, radio, cinéma, musique, multimédia, recherche, illustration, sérigraphie, mode, cuisine, tatouage, sérigraphie, moulage, céramique, performance, danse, théâtre...
Le Wonder est un lieu indépendant, libre et expérimental. Il est organisé sous la forme d'une association loi de 1901. C'est à la fois un lieu de vie et de production qui contribue à l'autonomie comme à la professionnalisation des artistes qui y résident. Le collectif occupe des bâtiments vides en proche banlieue parisienne et les transforme en ateliers de production à bas coût pour des artistes dont l'économie est fragile.

## Histoire

### Le Wonder - Saint-Ouen (2013-2016)
Le Wonder est né sur le site en friche des anciennes usines de piles Wonder (détruites en 2018) à Saint-Ouen, au cœur des Puces. Le collectif reprend le nom de l'entreprise, symbole de la mobilisation de mai 68, comme un hommage aux salarié et salariées du site désormais fantôme. Le film Reprise réalisé par Hervé Le Roux en 1996 relate les évènements survenus à partir d'un extrait vidéo tourné en mai 1968. En effet, l'activité de l'usine s'arrête en 1986 après son rachat par Bernard Tapie. S'y installe ensuite les antiquaires Steinitz, qui se servent de la friche comme lieu de stockage,  puis l’entreprise Habitat et finalement la galerie Untilthen.
En 2013, le collectif du Point G qui s'occupe de la gestion d'un squat dans le 19e arrondissement rentre en contact avec Hervé Giaoui, directeur de la marque Habitat, pour imaginer une occupation artistique d'une partie de la friche Wonder. Le collectif Point G devient le collectif Wonder. Il a l'intention de donner un accès aux jeunes artistes à des espaces de travail en région parisienne. Le collectif engage à ses frais la rénovation de plusieurs bâtiments de la friche pour le temps de son occupation. Ses membres réinstallent entièrement le réseau électrique et de fluides, modifient les espaces et aménagent des ateliers communs équipés de matériel pour le bois, la sérigraphie, le développement photo et la couture. On compte aussi 6 studios de musique et 15 ateliers individuels et/ou partagés.
La durée de l'occupation est initialement fixée pour 6 mois mais le propriétaire rencontre des difficultés à obtenir le permis de construire dû à la forte pollution des sols. L'occupation est repoussée à plusieurs reprises. Le collectif occupe ensuite le site pendant trois ans et demi.

### Le Wonder/Liebert - Bagnolet (2016-2019)
Fin 2016, le collectif Wonder est contraint de déménager et prend possession de la tour Liebert (détruite en 2019) situé au 124 avenue Gallieni à Bagnolet. La tour se trouve au cœur d'un quartier authentique mêlant artisans, discothèques, bar, hôtels et le marché aux Puces de Montreuil.

Le Wonder/Liebert a une superficie d'environ 7 000 m2 : la tour Liebert sur 6 niveaux (1 800 m2) et un parking de 56 places (1 200 m2). Puis plus tard, fin 2017, le collectif occupe également la parcelle attenante comportant une halle industrielle et une maisonnette (4 000 m2). Le propriétaire de la tour et de la halle est Novaxia. 

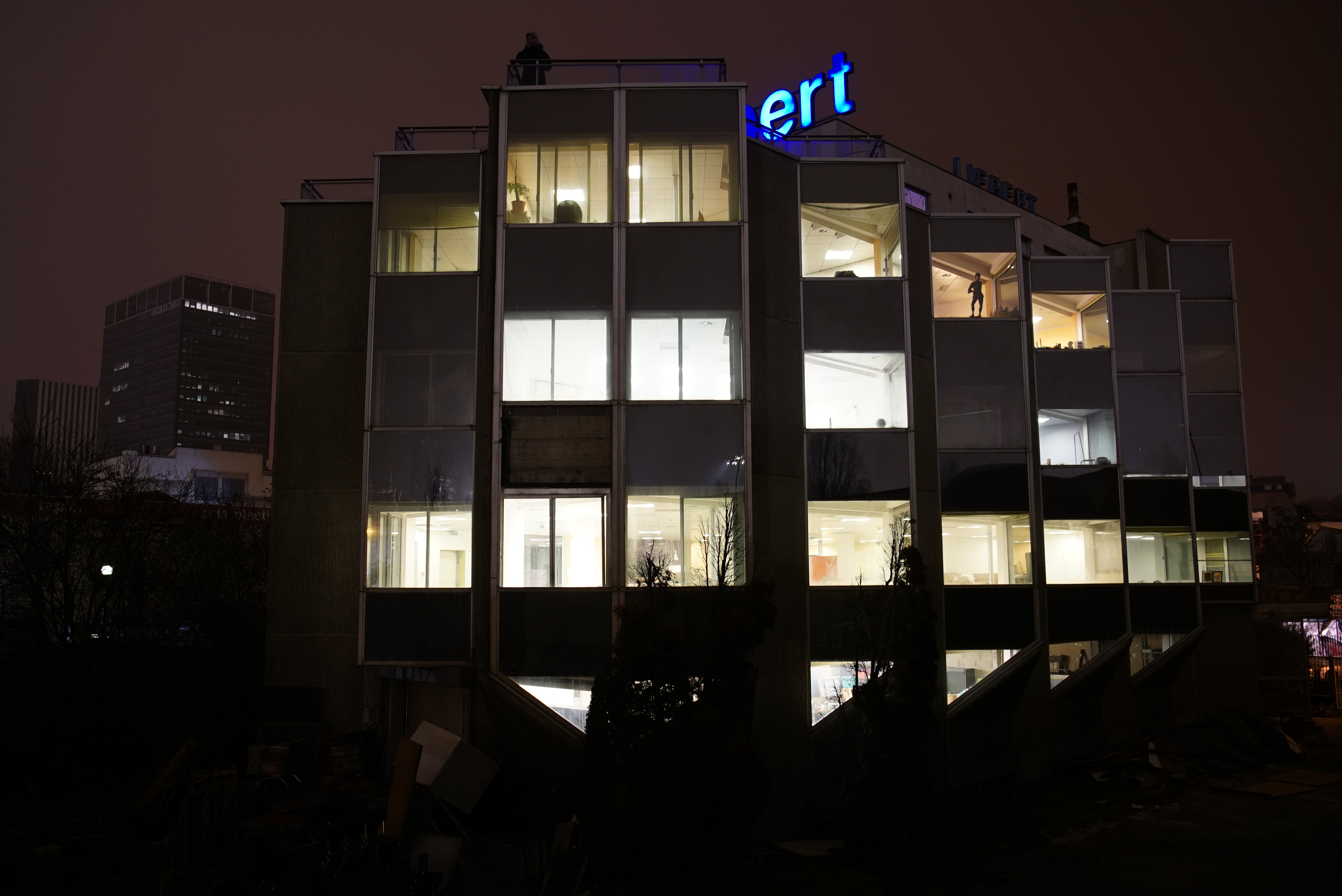
La tour Liebert occupée par le collectif Wonder entre 2016 et 2019 à Bagnolet

Pour ce nouveau projet, le collectif s'organise et met en place une gouvernance singulière basée sur l'autonomie des ateliers de production. Les ateliers sont répartis comme suit:
- Au sous-sol; on trouve le stock (sculptures et matières premières) ainsi que les studios son;
- Au rez-de chaussée, le pôle construction bois et métal, la galerie et le bureau de l'association;
- Au 1er étage, le pôle image (sérigraphie et impressions), le studio de tatouage et la chambre des résidents temporaires;
- Au 2e étage, on trouve des ateliers privatifs comme le cinéma, des ateliers de peintures, un atelier de bijoux et un bureau où travaillent commissaires d'expositions, journalistes et poètes;
- Le 3e étage est dédié aux chambres des fondateurs qui habitent sur place;
- Le 4e étage est un restaurant (ou cuisine partagée) qui ouvrent sur une large terrasse face au périphérique. On y trouve également la radio du Wonder : Viziradio.

### Le Wonder/Zenith - Nanterre (2019-2020)
Début 2019, le collectif Wonder déménage de nouveau dans des locaux ayant accueilli l'entreprise Zenith situés au 167-169 avenue Pablo Picasso à Nanterre. Le nouveau bâtiment est à la lisière du quartier d'affaires de La Défense, coincé entre les tours Aillaud (Tours Nuages, Les Picasso) et les tours de la Société Générale (Granite, Alicante, Chassagne et Basalte).
Le Wonder/Zenith a une superficie d'environ 2 800 m2 : le bâtiment sur 3 niveaux (2 300 m2) et un extérieur avec quais de chargement (500 m2). Le propriétaire du bâtiment est Bouygues Immobilier. Pour le projet Wonder/Zenith, le collectif a agrandi son parc de machines et créé de nouveaux ateliers de productions. Le bâtiment est octogonal, il comprend un sous-sol, un rez-de-chaussée et un étage.
Les ateliers sont répartis comme suit:  
- Au sous-sol, on trouve le stock (sculptures et matières premières) ainsi que les studios sons.
- Au rez-de-chaussée, le pôle peinture; le pôle édition (sérigraphie, risographie, impressions);  un pôle construction : un atelier bois (machines et assemblage) , un atelier métal (machines et assemblages) et un pôle recherche (recherche, commissariat d'exposition, journalisme, poésie); le pôle céramique ; le pôle composite (résines et plâtres) ; une salle hybride (salle d'exposition, studio photo, salle de montage) ; ainsi que des ateliers individuels et privatifs destinés aux artistes plasticien.ne.s et un atelier pour les résidences internationales.
- Au 1er étage, l'octogone est coupé en deux, une aile est dédiée aux chambres des fondateurs et à la cuisine collective, l'autre aile rassemble le studio Viziradio, le studio de tatouage, le bureau de l'association, le pôle cinéma, le pôle couture, et des ateliers individuels destinés aux artistes.

### Le Wonder/Fortin - Clichy (2020)
En Juillet 2020, le collectif Wonder déménage (pour la 4ème fois) dans le bâtiment qui accueillait l'imprimerie Fortin le Progrès, situé au 33 rue Médéric à Clichy. Le nouveau bâtiment donne également sur la rue des teinturiers, et se situe au coeur d'une zone industrielle attenante au centre-ville de la ville et aux bords de Seine. Le Wonder/Fortin est réparti sur 3 niveaux et dispose d'une superficie de 3 000 m2.
- Au sous-sol, on trouve le stock (oeuvres et matières premières) ainsi que les studios sons, le pôle céramique et le pôle composite (plâtre, moulage).
- Au rez-de-chaussée,  on trouve le pôle construction:  un atelier bois (machines et montage) , un atelier métal (machines et montage), le pôle peinture, le pôle édition (sérigraphie, risographie, impression) et le studio de tatouage.
- Au 1er étage, on trouve la cuisine collective et la salle d'exposition, le pôle radio, le pôle recherche, le pôle couture, le pôle cinéma et le bureau de l'association.

## Les opéras
À partir de 2017 et jusqu'à la fin 2019, le collectif Wonder organise des opéras. Ces évènements vont cristalliser toutes les formes et les disciplines représentées au sein du collectif. Chaque opéra rassemble entre 400 et 1200 spectateurs sur le parking du Wonder/Liebert et dans la hall industrielle voisine. Au cours de ces évènements, les spectateurs et spectatrices sont emportés par une chorégraphie pensée, brute et collective.
Principaux événements ainsi organisés :
- Dirty Pepax, le 20 février 2017. Dirty Pepax est la première exposition collective du Wonder sur son parking en plein air. Elle rassemble les cofondatrices et cofondateurs du collectif et marque esthétiquement leurs intentions. L'opéra se déroule sur un parterre de bitume jonché de carcasses de voitures et où les œuvres sont éclairées par les phares de celles-ci. L'entrée de l'opéra est barrée par un bus dans lequel sont diffusées des vidéos. Au centre, une vieille Mercedes fait tourner une broche où grillent deux agneaux. Jacques improvise un concert dans une golf gti.
- Genius Loci le 23 juillet 2017. Genius Loci est une exposition costumée du collectif Wonder qui a lieu sur son parking en plein air.
- Lo Gars d'Icy, le 10 novembre 2017.
- Fré Goû, le 26 janvier 2018.
- Mélofé, le 12 mai 2018.
- Jörmungandr Hybraxxx, le 26 mai 2018.
- L'Opéra d'Hiver,le 1er décembre 2018.

### Auteurs et artistes passés par le Wonder
- Agar Agar
- Sharon Alfassi
- Cecilia Almiron
- Juliette Amarante
- Baptiste Audousset
- Laura Aufrère
- Sacha Avaliani
- Amor Satir
- Rebecca Baby
- Alice Bandini
- Laure Barillé
- Estelle Benazet
- Laeticia Bech
- Diane Benoit du Rey
- Agathe Berthaux Weil
- Albine Bessire
- Collectif Big Brother
- Clément Blatter
- Veit Blümlhubert
- Katja Bot
- Harry Bracho
- Linda Branco
- Marion Camy-Palou
- Aurore Carric
- Nivine Chaikhoun
- Leïla Chaix
- Jerome Clément-Wiltz
- Constant Clesse
- Benjamin Collet
- Maxime Colin Yves
- François Couac
- Magali Daniaux
- Louis Danjou
- Soraya Daubron
- Ludovic De Courson
- Jean Delahaye
- Roberto Dell'Orco
- Paul De Menthon
- Marianne Derien
- Léonard Desarthe
- Florian Dezileau
- Collectif Drône
- Thibault Duchesne
- Etienne Dumas
- Guillaume Dumas
- Francois Dufeil
- Vincent Esclade
- Sophie Eustache
- Céline Fantino
- Adelaïde Feriot
- Maxime Fraisse
- Céline Fantino
- Maxime Fourcade
- Diego Forst
- Pierre Gaignard
- Alexandre Gain
- Mateo Garcia
- Eugénie Gaubert
- Eugénie Gaudel
- Celia Gaultier
- Florence Gautier
- Sophie Gendron
- Octave Giaume
- Emmanuelle Gibello scenophonie
- Éric Giraudet
- Gaspard Girard d'Albissin
- Elsa Girondin
- Laura Gozlan
- Aude Grattery
- Aurian Guérard des Lauriers
- Angèle Guerre
- Samson Guillomard
- Valentin Guillon
- Célia Gondol
- Guillaume Gouerou
- Laura Gozlan
- Elias Greck
- Grolou
- Hugo Gxemo
- Erik Haberfeld
- Antonin Hako
- Mio Hanakoa
- Karin Hemming
- Naima Heraud
- Kevin Heuzé
- My-Lan Hoang Thuy
- Marie-Jeanne Hoffner
- Nicolas Hosteing
- Justine Jaladis
- Jacques
- Charlotte Janis
- Igor Janody
- Maxime Jerry Fraisse
- Lucien Kammermann
- Baptiste Kaya
- Vergine Keaton
- Nina Kennel
- Jean Kirkyacharian
- Gaetan Kubo
- Mahalia Kohnke-Jehl
- Maxime Kosinetz
- Kraken
- Alex La Foudre
- Benoit Lallemand
- Camille Lancry
- Lucie Laporte
- David Launay
- Pauline Lavogez
- Maxime Le blanc
- Florent Lebrun
- Pauline Lecerf
- Adrien Ledoux
- Susan Leen
- Louise Le Kim
- Marie Léon
- Ligne Froide
- Marie Limoujoux
- Géraldine Longueville
- Heidi Luner
- Jehan Mahmoud
- Jerome Maigret
- Francois Malingrey
- Ferdinand Martin
- Stev Mercato
- Marie de Maricourt
- Jonathan Marti
- Arthur Mazellin
- Louis Meuns
- Anita Molinero
- Virginie Moly
- La Mouche
- Vincent Moreau
- Mundopal
- Ugo Nardini
- Martin Negro
- Antoine Nguyen
- Alice Nikolaeva
- Simon Nicolas
- Hanna Novak
- Julie Oona
- Laura O'Rorke
- Christelle Oyiri
- Johan Papaconstantino
- Maximilian Papadia
- Collectif Pas-sage
- Nadia Paz
- Alexandre Pelouze
- Nelson Pernisco
- Basile Peyrade
- Cédric Pierre
- Cédric Pigot
- Π-Node
- PisteNoire
- Camillia Pongiglione
- Elise Puzos
- Mathilde Raimonds
- Andy Rankin
- Pablo Reol
- Celia Richard
- Céline Ruault
- Saeio
- Salim Santa Lucia
- Maxime Sam Rezài
- Eva Schuppert
- Matthieu Seel
- Sentimental rave
- Lisa Signorini
- Erwan Soumhi
- Élodie Rassel
- Sentimental Rave
- Jeremy Saintout
- Karin Schlageter
- Eva Schuppert
- Coralie Seignard
- Lisa Signorini
- Mago Simone
- Arslane Smirnov
- Thomas Smith
- SuperStudio
- Iteh Syllah
- S8jfou
- Sophia Taillet
- Nastassia Takvorian
- Sammy Talentikit
- Jade Tang
- La Tendre Emeute
- Thomas Teurlai
- Sabine Teyssonneyre
- Pascale Theodoly
- Simon Thiébaud
- Lucille Thièvre
- Pauline Thyss
- Élodie Rassel
- TOPLESS Records
- Marilou Rose Jarry
- Mathias Triomphe
- UV Édition
- Baptiste Vandaele
- Manon Vila
- Vizir Radio
- Marine Wallon
- Jesse Wallace
- Alice Wietzel
- Thomas Zanovello